# إسكيل ويدهولم
إسكيل ويدهولم (2 مارس 1891 – 10 ديسمبر 1959) هو سبّاح سويدي راحل، مثّل بلاده في الألعاب الأولمبية الصيفية 1912.

## روابط خارجية
إسكيل ويدهولم على موقع أوليمبيديا (الإنجليزية)
- إسكيل ويدهولم على موقع اللجنة الأولمبية السويدية (السويدية)